# Supertaça Cândido de Oliveira
Supertaça Cândido de Oliveira (pronunțat [ˈsupɛɾ ˈtasɐ ˈkɐ̃didu dɨ oliˈvɐjɾɐ]), sau Supercupa Portugaliei, este competiția fotbalistică anuală din Portugalia disputată între deținătoarea titlului de campioană și câștigătoarea Cupei Portugaliei. Dacă o echipă realizează dubla  câștigând atât Liga cât și Cupa, ea va juca cu finalista din Cupă. Tradițional meciul este jucat imediat înainte de startul următorului sezon regulat de campionat. Trofeul este denumit în cinstea fostului celebru antrenor al echipei națională de fotbal a Portugaliei, Cândido de Oliveira.

## Edițiile Supercupei
| Taça Império - National Stadium Inauguration |       |                                             |                   |                      |                     |                                        |
| 'Ediție                                      | Sezon | Winner                                      | Scor              | Finalistă            | Data                | Stadion                                |
| -                                            | 1944  | Sporting CP                                 | 3 – 2 a.e.t.      | Benfica              | iunie 10, 1944      | Estádio Nacional, Jamor                |
| -                                            | 1944  | Single match played                         |                   |                      |                     |                                        |
| Taça de Ouro da Imprensa                     |       |                                             |                   |                      |                     |                                        |
| 'Ediție                                      | Sezon | Winner                                      | Scor              | Finalistă            | Data                | Stadion                                |
| -                                            | 1964  | Benfica                                     | 5 – 0             | Sporting CP          | martie 29, 1964     | Estádio do Restelo, Lisabona           |
| -                                            | 1964  | Single match played                         |                   |                      |                     |                                        |
| Unofficial editions                          |       |                                             |                   |                      |                     |                                        |
| 'Ediție                                      | Sezon | Home Team                                   | Scor              | Away Team            | Data                | Stadion                                |
| 1st                                          | 1979  | Porto                                       | 1 – 2             | Boavista             | august 17, 1979     | Estádio das Antas, Porto               |
| 1st                                          | 1979  | Single match played                         |                   |                      |                     |                                        |
| 2nd                                          | 1980  | Sporting CP                                 | 2 – 2             | Benfica              | septembrie 10, 1980 | Estádio José Alvalade, Lisabona        |
| 2nd                                          | 1980  | Benfica                                     | 2 – 1             | Sporting CP          | octombrie 29, 1980  | Estádio da Luz, Lisabona               |
| 2nd                                          | 1980  | Benfica won 4 – 3 on aggregate              |                   |                      |                     |                                        |
| Two-legged finals (Home & Away)              |       |                                             |                   |                      |                     |                                        |
| 'Ediție                                      | Sezon | Home Team                                   | Scor              | Away Team            | Data                | Stadion                                |
| 3rd                                          | 1981  | Benfica                                     | 2 – 0             | Porto                | decembrie 1, 1981   | Estádio da Luz, Lisabona               |
| 3rd                                          | 1981  | Porto                                       | 4 – 1             | Benfica              | decembrie 8, 1981   | Estádio das Antas, Porto               |
| 3rd                                          | 1981  | Porto won 4 – 3 on aggregate                |                   |                      |                     |                                        |
| 4th                                          | 1982  | Braga                                       | 2 – 1             | Sporting CP          | octombrie 9, 1982   | Estádio 1º de Maio, Braga              |
| 4th                                          | 1982  | Sporting CP                                 | 6 – 1             | Braga                | decembrie 1, 1982   | Estádio José Alvalade, Lisabona        |
| 4th                                          | 1982  | Sporting CP won 7 – 3 on aggregate          |                   |                      |                     |                                        |
| 5th                                          | 1983  | Porto                                       | 0 – 0             | Benfica              | decembrie 8, 1983   | Estádio das Antas, Porto               |
| 5th                                          | 1983  | Benfica                                     | 1 – 2             | Porto                | decembrie 14, 1983  | Estádio da Luz, Lisabona               |
| 5th                                          | 1983  | Porto won 2 – 1 on aggregate                |                   |                      |                     |                                        |
| 6th                                          | 1984  | Benfica                                     | 1 – 0             | Porto                | martie 27, 1985     | Estádio da Luz, Lisabona               |
| 6th                                          | 1984  | Porto                                       | 1 – 0             | Benfica              | aprilie 17, 1985    | Estádio das Antas, Porto               |
| 6th                                          | 1984  | Aggregate: 1 – 1                            |                   |                      |                     |                                        |
| 6th                                          | 1984  | Porto                                       | 3 – 0             | Benfica              | mai 16, 1985        | Estádio das Antas, Porto               |
| 6th                                          | 1984  | Benfica                                     | 0 – 1             | Porto                | mai 30, 1985        | Estádio da Luz, Lisabona               |
| 6th                                          | 1984  | Final replay. Porto won 4 – 0 on aggregate  |                   |                      |                     |                                        |
| 7th                                          | 1985  | Benfica                                     | 1 – 0             | Porto                | noiembrie 20, 1985  | Estádio da Luz, Lisabona               |
| 7th                                          | 1985  | Porto                                       | 0 – 0             | Benfica              | decembrie 4, 1985   | Estádio das Antas, Porto               |
| 7th                                          | 1985  | Benfica won 1 – 0 on aggregate              |                   |                      |                     |                                        |
| 8th                                          | 1986  | Porto                                       | 1 – 1             | Benfica              | noiembrie 19, 1986  | Estádio das Antas, Porto               |
| 8th                                          | 1986  | Benfica                                     | 2 – 4             | Porto                | noiembrie 26, 1986  | Estádio da Luz, Lisabona               |
| 8th                                          | 1986  | Porto won 5 – 3 on aggregate                |                   |                      |                     |                                        |
| 9th                                          | 1987  | Benfica                                     | 0 – 3             | Sporting CP          | decembrie 6, 1987   | Estádio da Luz, Lisabona               |
| 9th                                          | 1987  | Sporting CP                                 | 1 – 0             | Benfica              | decembrie 20, 1987  | Estádio José Alvalade, Lisabona        |
| 9th                                          | 1987  | Sporting CP won 4 – 0 on aggregate          |                   |                      |                     |                                        |
| 10th                                         | 1988  | Vitória de Guimarães                        | 2 – 0             | Porto                | septembrie 28, 1988 | Estádio D. Afonso Henriques, Guimarães |
| 10th                                         | 1988  | Porto                                       | 0 – 0             | Vitória de Guimarães | octombrie 19, 1988  | Estádio das Antas, Porto               |
| 10th                                         | 1988  | Vitória de Guimarães won 2 – 0 on aggregate |                   |                      |                     |                                        |
| 11th                                         | 1989  | Benfica                                     | 2 – 0             | Belenenses           | octombrie 25, 1989  | Estádio da Luz, Lisabona               |
| 11th                                         | 1989  | Belenenses                                  | 0 – 2             | Benfica              | noiembrie 29, 1989  | Estádio do Restelo, Lisabona           |
| 11th                                         | 1989  | Benfica won 4 – 0 on aggregate              |                   |                      |                     |                                        |
| 12                                           | 1990  | Estrela da Amadora                          | 2 – 1             | Porto                | august 7, 1990      | Estádio José Gomes, Amadora            |
| 12                                           | 1990  | Porto                                       | 3 – 0             | Estrela da Amadora   | august 14, 1990     | Estádio das Antas, Porto               |
| 12                                           | 1990  | Porto won 4 – 2 on aggregate                |                   |                      |                     |                                        |
| 13                                           | 1991  | Benfica                                     | 2 – 1             | Porto                | decembrie 18, 1991  | Estádio da Luz, Lisabona               |
| 13                                           | 1991  | Porto                                       | 1 – 0             | Benfica              | ianuarie 29, 1992   | Estádio das Antas, Porto               |
| 13                                           | 1991  | Aggregate: 2 – 2                            |                   |                      |                     |                                        |
| 13                                           | 1991  | Porto                                       | 1 – 1 (4 – 3 pso) | Benfica              | septembrie 9, 1992  | Estádio Municipal de Coimbra, Coimbra  |
| 13                                           | 1991  | Final replay (Finalíssima).                 |                   |                      |                     |                                        |
| 14                                           | 1992  | Porto                                       | 1 – 2             | Boavista             | decembrie 16, 1992  | Estádio das Antas, Porto               |
| 14                                           | 1992  | Boavista                                    | 2 – 2             | Porto                | ianuarie 6, 1993    | Estádio do Bessa, Porto                |
| 14                                           | 1992  | Boavista won 4 – 3 on aggregate             |                   |                      |                     |                                        |
| 15                                           | 1993  | Benfica                                     | 1 – 0             | Porto                | august 11, 1993     | Estádio da Luz, Lisabona               |
| 15                                           | 1993  | Porto                                       | 1 – 0             | Benfica              | august 15, 1993     | Estádio das Antas, Porto               |
| 15                                           | 1993  | Aggregate: 1 – 1                            |                   |                      |                     |                                        |
| 15                                           | 1993  | Porto                                       | 2 – 2 (4 – 3 pso) | Benfica              | august 17, 1994     | Estádio Municipal de Coimbra, Coimbra  |
| 15                                           | 1993  | Final replay (Finalíssima).                 |                   |                      |                     |                                        |
| 16                                           | 1994  | Benfica                                     | 1 – 1             | Porto                | august 24, 1994     | Estádio da Luz, Lisabona               |
| 16                                           | 1994  | Porto                                       | 0 – 0             | Benfica              | septembrie 21, 1994 | Estádio das Antas, Porto               |
| 16                                           | 1994  | Aggregate: 1 – 1                            |                   |                      |                     |                                        |
| 16                                           | 1994  | Porto                                       | 1 – 0             | Benfica              | iunie 20, 1995      | Parc des Princes, Paris                |
| 16                                           | 1994  | Final replay (Finalíssima).                 |                   |                      |                     |                                        |
| 17                                           | 1995  | Sporting CP                                 | 0 – 0             | Porto                | august 6, 1995      | Estádio José Alvalade, Lisabona        |
| 17                                           | 1995  | Porto                                       | 2 – 2             | Sporting CP          | august 23, 1995     | Estádio das Antas, Porto               |
| 17                                           | 1995  | Aggregate: 2 – 2                            |                   |                      |                     |                                        |
| 17                                           | 1995  | Sporting CP                                 | 3 – 0             | Porto                | aprilie 30, 1996    | Parc des Princes, Paris                |
| 17                                           | 1995  | Final replay (Finalíssima).                 |                   |                      |                     |                                        |
| 18                                           | 1996  | Porto                                       | 1 – 0             | Benfica              | august 18, 1996     | Estádio das Antas, Porto               |
| 18                                           | 1996  | Benfica                                     | 0 – 5             | Porto                | septembrie 18, 1996 | Estádio da Luz, Lisabona               |
| 18                                           | 1996  | Porto won 6 – 0 on aggregate                |                   |                      |                     |                                        |
| 19                                           | 1997  | Boavista                                    | 2 – 0             | Porto                | august 15, 1997     | Estádio do Bessa, Porto                |
| 19                                           | 1997  | Porto                                       | 1 – 0             | Boavista             | septembrie 10, 1997 | Estádio das Antas, Porto               |
| 19                                           | 1997  | Boavista won 2 – 1 on aggregate             |                   |                      |                     |                                        |
| 20                                           | 1998  | Porto                                       | 1 – 0             | Braga                | august 8, 1998      | Estádio das Antas, Porto               |
| 20                                           | 1998  | Braga                                       | 1 – 1             | Porto                | septembrie 8, 1998  | Estádio 1º de Maio, Braga              |
| 20                                           | 1998  | Porto won 2 – 1 on aggregate                |                   |                      |                     |                                        |
| 21st                                         | 1999  | Beira-Mar                                   | 1 – 2             | Porto                | august 7, 1999      | Estádio Mário Duarte, Aveiro           |
| 21st                                         | 1999  | Porto                                       | 3 – 1             | Beira-Mar            | august 15, 1999     | Estádio das Antas, Porto               |
| 21st                                         | 1999  | Porto won 5 – 2 on aggregate                |                   |                      |                     |                                        |
| 22nd                                         | 2000  | Porto                                       | 1 – 1             | Sporting CP          | august 13, 2000     | Estádio das Antas, Porto               |
| 22nd                                         | 2000  | Sporting CP                                 | 0 – 0             | Porto                | ianuarie 31, 2001   | Estádio José Alvalade, Lisabona        |
| 22nd                                         | 2000  | Aggregate: 1 – 1                            |                   |                      |                     |                                        |
| 22nd                                         | 2000  | Sporting CP                                 | 1 – 0             | Porto                | mai 16, 2001        | Estádio Municipal de Coimbra, Coimbra  |
| 22nd                                         | 2000  | Final replay (Finalíssima).                 |                   |                      |                     |                                        |
| Finale de un singur meci                     |       |                                             |                   |                      |                     |                                        |
| 'Ediție                                      | Sezon | Winner                                      | Scor              | Finalistă            | Data                | Stadion                                |
| 23rd                                         | 2001  | Porto                                       | 1 – 0             | Boavista             | august 4, 2001      | Estádio do Rio Ave FC, Vila do Conde   |
| 24                                           | 2002  | Sporting CP                                 | 5 – 1             | Leixões              | august 18, 2002     | Estádio do Bonfim, Setúbal             |
| 25                                           | 2003  | Porto                                       | 1 – 0             | União de Leiria      | august 10, 2003     | Estádio D. Afonso Henriques, Guimarães |
| 26                                           | 2004  | Porto                                       | 1 – 0             | Benfica              | august 20, 2004     | Estádio Cidade de Coimbra, Coimbra     |
| 27                                           | 2005  | Benfica                                     | 1 – 0             | Vitória de Setúbal   | august 13, 2005     | Estádio do Algarve, Faro-Loulé         |
| 28                                           | 2006  | Porto                                       | 3 – 0             | Vitória de Setúbal   | august 19, 2006     | Estádio Dr. Magalhães Pessoa, Leiria   |
| 29                                           | 2007  | Sporting CP                                 | 1 – 0             | Porto                | august 11, 2007     | Estádio Dr. Magalhães Pessoa, Leiria   |
| 30                                           | 2008  | Sporting CP                                 | 2 – 0             | Porto                | august 16, 2008     | Estádio Algarve, Faro-Loulé            |
| 31st                                         | 2009  | Porto                                       | 2 – 0             | Paços de Ferreira    | august 9, 2009      | Estádio Municipal de Aveiro, Aveiro    |
| 32nd                                         | 2010  | Porto                                       | 2 – 0             | Benfica              | august 7, 2010      | Estádio Municipal de Aveiro, Aveiro    |
| 33rd                                         | 2011  | Porto                                       | 2 – 1             | Vitória de Guimarães | august 7, 2011      | Estádio Municipal de Aveiro, Aveiro    |
| 34                                           | 2012  | Porto                                       | 1 – 0             | Académica de Coimbra | august 11, 2012     | Estádio Municipal de Aveiro, Aveiro    |
| 35                                           | 2013  | Porto                                       | 3 – 0             | Vitória de Guimarães | august 10, 2013     | Estádio Municipal de Aveiro, Aveiro    |

Note: Echipele în cursiv au jucat în supercupă ca finaliste ale Cupei Portugaliei, întrucât adversarul lor a câștigat atât cupa cât și campionatul în același an.

## Performanță după club
Note: Aceste statistici nu includ ediția neoficială din 1943–44.
| Club                 | Trofee | Finale | Anii trofeelor și Anii finalelor |
| Porto                | 20     | 09     | 1979, 1981, 1983, 1984,1985, 1986, 1988, 1990, 1991, 1993, 1994, 1995, 1996, 1997, 1998, 1999, 2000, 2001, 2003, 2004, 2006, 2007, 2008, 2009, 2010, 2011, 2012, 2013 |
| Sporting CP          | 07     | 01     | 1980, 1982, 1987, 1995, 2000, 2002, 2007, 2008 |
| Benfica              | 04     | 11     | 1980, 1981, 1983, 1984, 1985, 1986, 1987, 1989, 1991, 1993, 1994, 1996, 2004, 2005, 2010                                                                              |
| Boavista             | 03     | 01     | 1979, 1992, 1997, 2001 |
| Vitória de Guimarães | 01     | 02     | 1988, 2011, 2013 |
| Braga                | -      | 02     | 1982, 1998 |
| Vitória de Setúbal   | -      | 02     | 2005, 2006 |
| Belenenses           | -      | 01     | 1989 |
| Estrela da Amadora   | -      | 01     | 1990 |
| Beira-Mar            | -      | 01     | 1999 |
| Leixões              | -      | 01     | 2002 |
| União de Leiria      | -      | 01     | 2003 |
| Paços de Ferreira    | -      | 01     | 2009 |
| Académica de Coimbra | -      | 01     | 2012 |